# Giải bóng đá vô địch quốc gia Quần đảo Cook 1995
Giải bóng đá vô địch quốc gia Quần đảo Cook 1995 là mùa giải thứ 22 được ghi nhận của giải đấu bóng đá cao nhất ở Quần đảo Cook, với việc không rõ kết quả ở các mùa giải từ 1951 đến 1969, mùa giải 1986 và cả 1988–1990. PTC Coconuts giành chức vô địch đầu tiên và duy nhất cho đến nay.